# Epidemiológiai modellek
Történelmünk folyamán sok járvány sújtotta a világ lakosságát. Különböző kontinenseken, más-más betegségek ütötték fel a fejüket. Példaként említhető a 14. századi pestist ami Európa lakosságát harmadolta meg, vagy az 1918-ban felbukkanó spanyolnáthát, ami 2006-ig több mint 25 millió áldozatot követelt. [forrás?]
Az orvostudomány fejlődésével egyenes arányban fejlődik a járványokkal vívott harc is. A betegségek feltérképezésében nagy szerepet vállalnak az epidemiológiai modellek. Ezek a modellek a populációs dinamikai modellek köze tartoznak, fontos szerepet töltenek be a járványok, betegségek karakterizálásában, besorolásában.

## Feltételek
Az alábbi modelleket hozzávetőlegesen konstans populációra fogjuk értelmezni, ahol a folyamat elején megjelenik egy fertőzött egyedeket tartalmazó csoport, továbbá feltételezzük, hogy a betegségnek nincs lappangási ideje, a populáció homogén, tehát minden fertőzött tagja ugyanolyan mértékben van megfertőződve, a populáció autonóm azaz nincsenek újszülöttek és az összes elhunytat az R csoportba számítsuk bele. Ezen feltételezések alapján a populációt szét oszthatjuk 3csoportba:
- S (Susceptible) - ide tartoznak azok az egyedek akik hajlamosak lehetnek a megbetegedésekre
- I (Infective) - megfertőzött egyedek, melyek képesek megfertőzni további egyedeket, továbbá a betegséget hordozókat is ebbe a csoportba sorolhatjuk
- R (Removed) - bele tartoznak azon egyedek, akiket nem lehet megfertőzni (akik szervezete eléggé immunis volt a betegségre), valamint azok akik már a betegségből kigyógyultak

A járvány fejlődésének vizsgálata szempontjából figyelembe kell vennünk néhány tényezőt:
- A megfertőződés sebességét, ami egyenesen arányos a két csoport egyedeinek a találkozásainak a mennyiségétől, azaz S.I
- Az I csoportból történő áthelyeződés sebessége az R csoportba, ami a fertőzöttek számával arányos
- Az R csoportban lévő egyedek már nem változtatják meg a helyüket

## Felosztás
4 fajta alap epidemiológiai modellt különböztetünk meg:
- SIR - modell
- SEIR - modell
- SI - modell
- SIS - modell

### S I R
Az SIR modell a legalapvetőbb modellnek számít az epidemiológiai modellek rendszerében. Azon betegségek szimulálására használják fel őket, ahol a gyógyulás után nem alakul ki egy életre szóló immunitás. Ezen modellben mind három csoport jelen van (S, I, R). Az SIR modell dinamikáját három differenciálegyenlettel definiálhatjuk:
{\displaystyle S'(t)=-r*S(t)*I(t)} ;                           {\displaystyle S(0)=So>0} 

{\displaystyle I'(t)=r*S(t)*I(t)-a*I(t)} :          {\displaystyle I(0)=Io>0}

{\displaystyle R'(t)=a*I(t)} ;                                       {\displaystyle R(0)=Ro=0}
 {\displaystyle r>0,a>0}